# Moskvitch 408
La Moskvitch 408 est une automobile produite par le constructeur russe Moskvitch, de 1964 à 1975. En France et au Benelux, elle prit le nom de Scaldia.

## Histoire

### Une russe qui a de l’ambition
Remplaçant la 403, la Moskvitch 408 fait son apparition au Salon de Moscou, en septembre 1964. Sa ligne bien plus moderne tranche avec les formes rondes typiques des années 1950 de sa devancière.
La première européenne a lieu un an plus tard, au Salon de Paris. Ce lieu n’est pas choisi au hasard, en effet la nouvelle 408 se veut bien plus ambitieuse que ses aînées : elle vise particulièrement les marchés français, allemand et britannique. En France, c’est Jacques Poch, qui représente déjà Škoda, qui se chargera de l’importation.
La Moskvitch mise sur son style : plus longue, plus large, plus basse, mais aussi plus habitable que les 403 et 407, la Scaldia, son nom au Benelux et en France, ira même jusqu’à se faire qualifier de « voiture la plus prestigieuse de sa catégorie » par une publicité belge !
Malheureusement, la technique n’évolue pas autant. Le moteur 1300 développe désormais 60,5 ch, pour une vitesse de pointe d’environ 125 km/h (L'Auto-Journal mesurera 130.6 km/h en 1966), ce qui reste relativement peu. Elle est affichée au prix d’attaque de 7 990 FRF en essence, le diesel Perkins n’étant pas disponible en France.
Si l’équipement, le confort, et l’habitabilité sont parmi les points forts de la voiture, certains détails laissent à désirer, comme le « manque de raffinement » apporté à l’habitacle, les vibrations omniprésentes, la boîte bruyante, les accélérations faiblardes ou la consommation élevée (8,5 L/100 km).
Les habituelles versions break (type 426) et fourgonnette (type 433) sont de la partie dès 1966.

### Accord avec Renault
Pour pouvoir augmenter sa production, Moskvitch cherche des partenaires pouvant mettre en commun des usines. Ainsi, des 408 sont assemblées à Ijevsk, chez Izh, dès le mois de décembre 1966.
Mais l’accord le plus important reste le « protocole de coopération technique » signé avec Renault le 15 octobre 1966. Celui-ci prévoit l’implication de Renault dans la construction de deux nouvelles usines, à Moscou et à Ijevsk.
Parallèlement, des Moskvitch 408 sont assemblées à partir de l’automne 1967 dans l’usine Renault de Vilvoorde, en Belgique, et ce jusqu’en 1969.
Aux côtés des habituelles carrosseries, Moskvitch construit deux prototypes d’un cabriolet avec hard top, en 1963. Appelé Tourist, ce cabriolet doté d’un moteur de 63 ch ne passera jamais au stade de la série, et les deux prototypes furent détruits. La 408 survit à l’arrivée de la 412 en 1968, ce continuera sa carrière avec elle, jusqu’en 1976, où sont dévoilées les 2138 et 2140, qui remplacent la 408 et la 412.

## Galerie

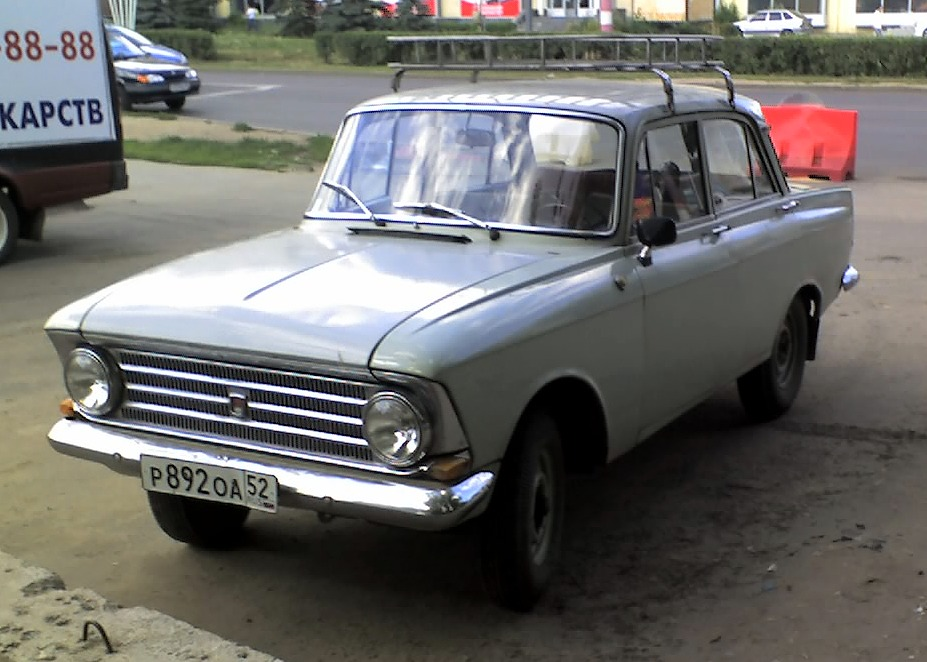
Moskvitch 408 de 1968.
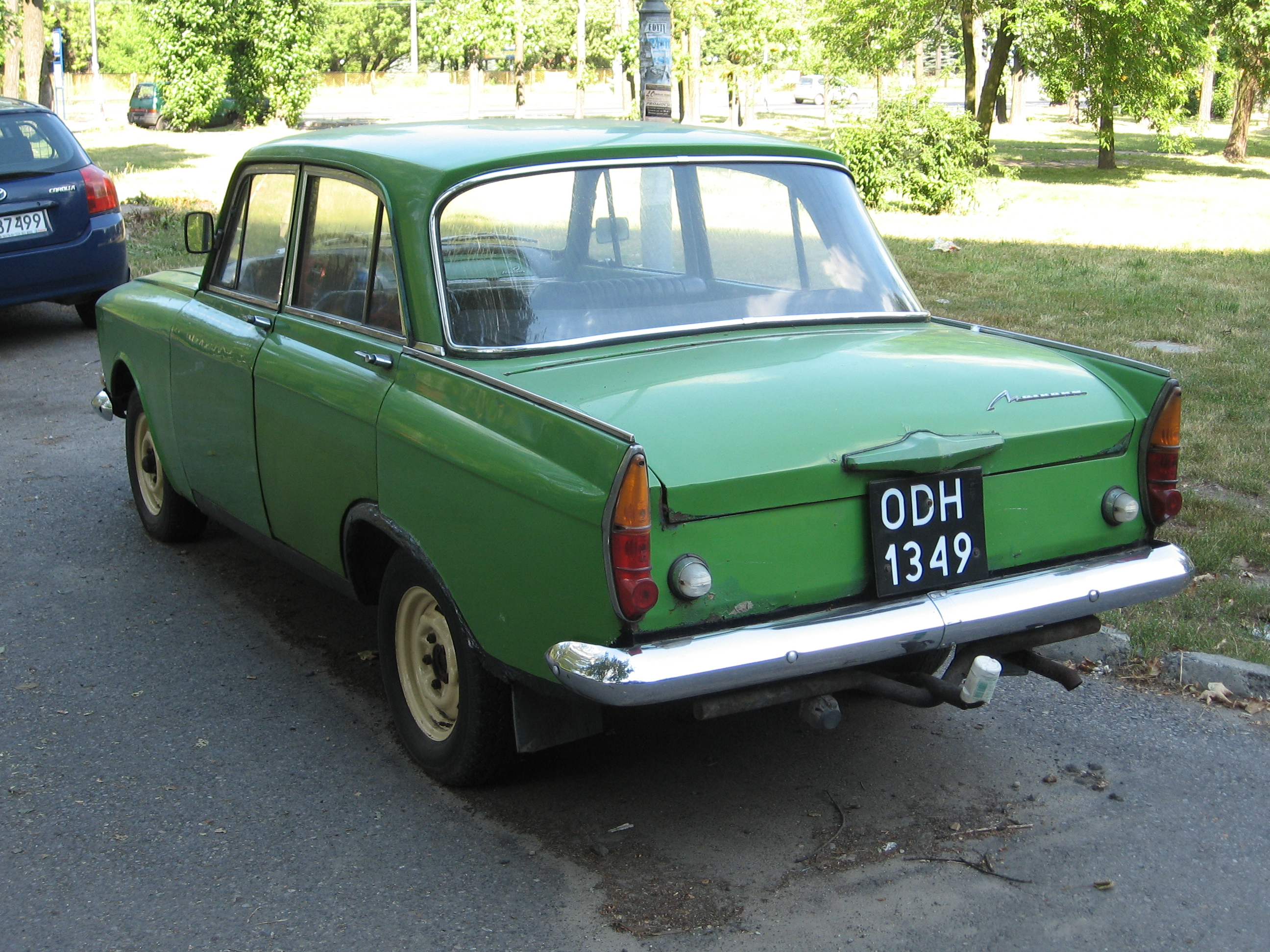
Moskvitch 408 immatriculée en Pologne.
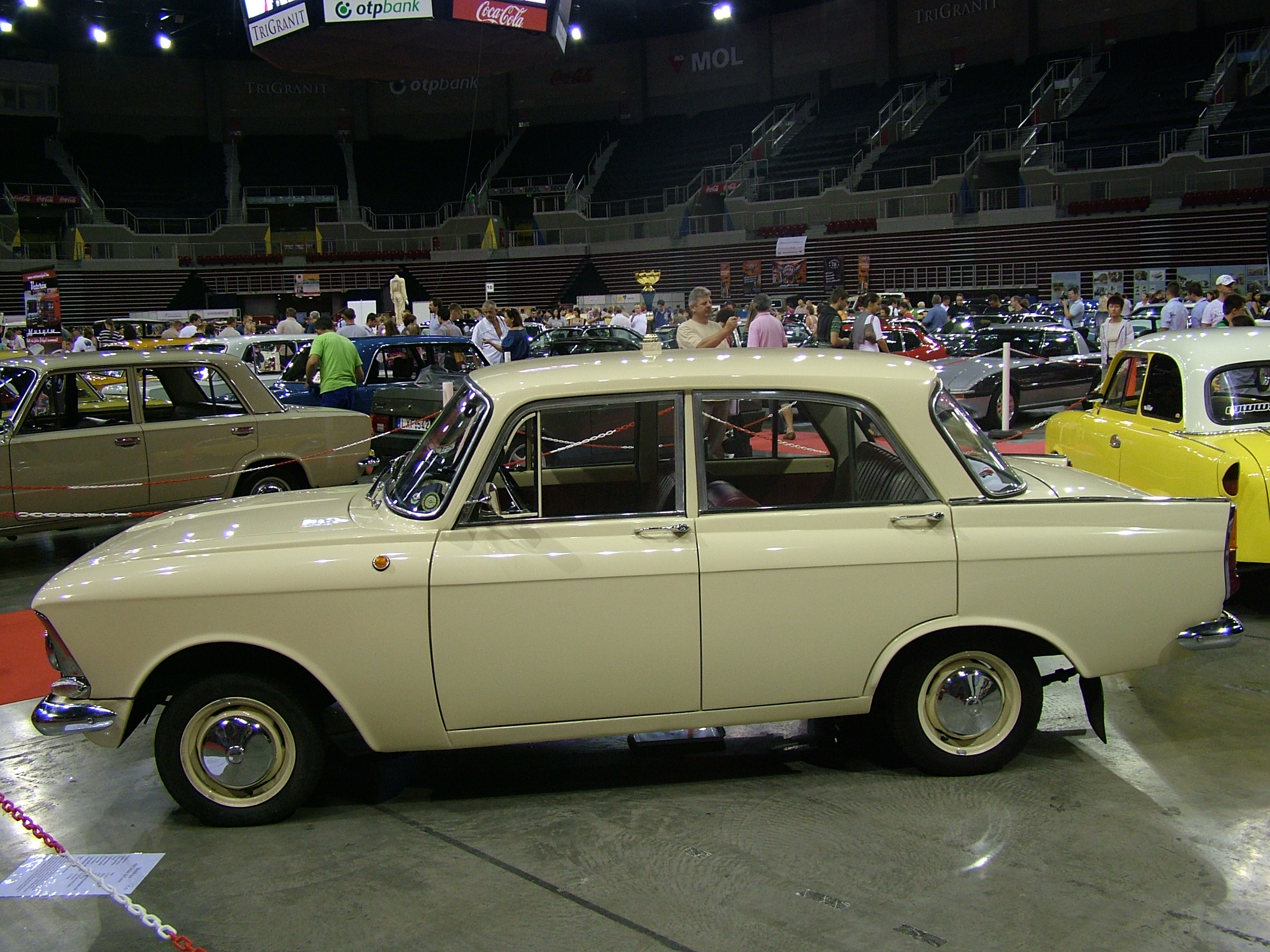
Moskvitch 408 de 1968.
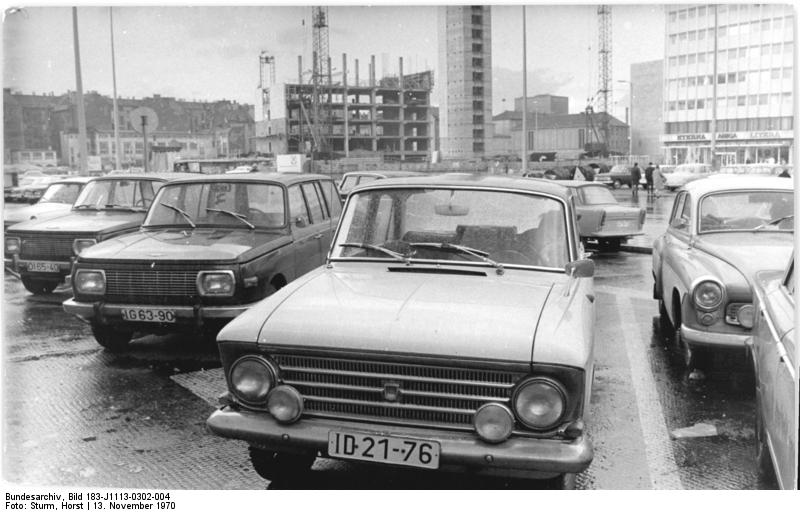
Moskvitch 408 photographiée à Berlin-Est en 1970.

## Sources
- Bernard Vermeylen, Voitures des pays de l'Est, Boulogne-Billancourt, ETAI, 2008, 239 p. (ISBN 9782726888087, OCLC 470767381)